# نیکو لاونشتاین
نیکو لاونشتاین (انگلیسی: Nico Lauenstein؛ زادهٔ ۱۲ ژانویهٔ ۱۹۸۶) بازیکن فوتبال اهل آلمان است.